# Neonesidea anfieldingae
Neonesidea anfieldingae is een mosselkreeftjessoort uit de familie van de Bairdiidae. De wetenschappelijke naam van de soort is voor het eerst geldig gepubliceerd in 1984 door Hartmann.